# Priscila Costa
Priscila Bezerra da Costa, mais conhecida como Priscila Costa (Fortaleza, 12 de setembro de 1984), é um política brasileira filiada ao Partido Liberal (PL).

## Biografia
Começou a sua carreira política se candidatando ao cargo de vereadora de Fortaleza pelo PRTB em 2016, e se elegeu pela primeira vez com cerca de 5.491 votos. Na eleição seguinte, em 2018, se candidatou ao cargo de deputada federal, porém não foi eleita, tendo obtido 48.041 votos e permanecendo na primeira suplência do partido.
Nas eleições de 2020, ela se candidatou à reeleição no cargo de vereadora, sendo reeleita com 14.654 votos. E em 2022, se candidatou novamente ao cargo de deputada federal, permanecendo como primeira suplente do PL no estado do Ceará. Após a licença de Yury do Paredão (PL), ela assumiu temporariamente o seu primeiro mandato na Câmara dos Deputados entre junho e outubro de 2023.
Nas eleições de 2024, ela se candidatou à reeleição no cargo de vereadora, sendo reeleita com 36.226 votos, sendo a mais votada da cidade.

## Desempenho eleitoral
| Ano  | Eleição                | Partido | Cargo            | Votos  | %     | Resultado                | Ref.  |
| ---- | ---------------------- | ------- | ---------------- | ------ | ----- | ------------------------ | ----- |
| 2016 | Municipal de Fortaleza | PRTB    | Vereadora        | 5.491  | 0,44% | Eleita                   | [ 3 ] |
| 2018 | Estadual no Ceará      | PRTB    | Deputada Federal | 53.285 | 3,48% | Não eleita (1ª suplente) | [ 2 ] |
| 2020 | Municipal de Fortaleza | PSC     | Vereadora        | 14.654 | 1,14% | Eleita                   | [ 4 ] |
| 2022 | Estadual no Ceará      | PL      | Deputada Federal | 74.773 | 1,46% | Não eleita (1ª suplente) | [ 5 ] |
| 2024 | Municipal de Fortaleza | PL      | Vereadora        | 36.226 | 2,62% | Eleita                   | [ 8 ] |